# 消光

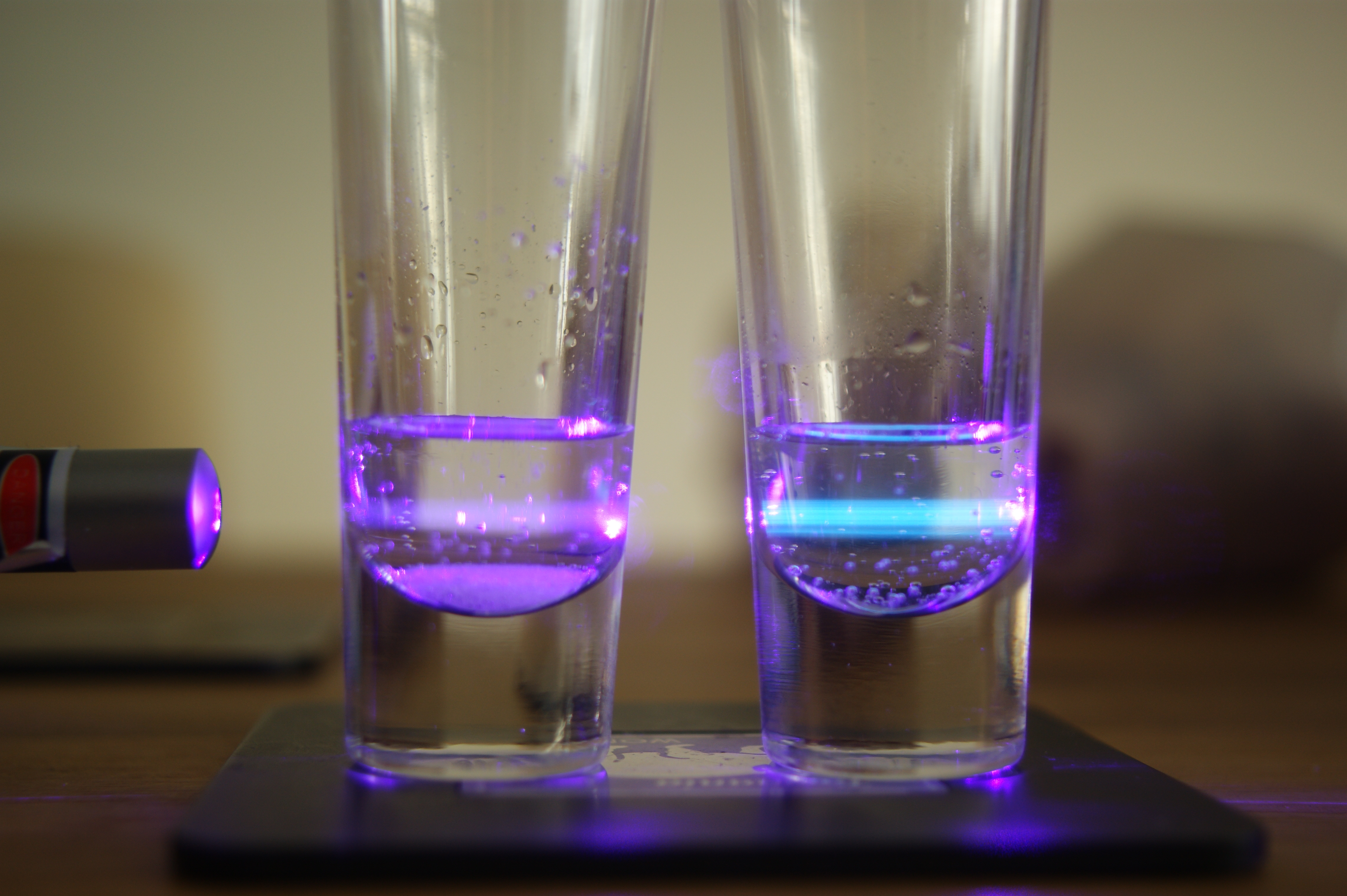
紫外光レーザーを2つの水溶液中のキニーネに照射する。右ではキニーネが可視的な青色の蛍光を発する。左はキニーネの蛍光をクエンチする塩化物イオンが含まれており、可視的な蛍光を発しない。

消光（しょうこう、またはクエンチ、クエンチング）とは、蛍光の強度が低下する過程のことである。
励起状態反応、エネルギー移動、錯体形成、衝突消光など、様々な過程によって消光につながる。その結果、クエンチングは圧力と温度に大きく依存する。酸素分子とヨウ素イオンは一般的な化学的消光剤である。塩化物イオンはキニーネ蛍光における消光剤として知られる。クエンチングは、レーザー誘起蛍光法などの分光法において問題を引き起こす。
クエンチングはオプトードセンサーなどに利用されている。例えばルテニウム錯体での酸素の消光効果によって、溶液の溶存酸素量の測定が可能になる。クエンチングは蛍光共鳴エネルギー移動分析の基礎となる。分子生物学的ターゲットとの相互作用による消光と発光は、分子イメージングでの活性化可能な光造影剤の基礎となる。

## 消光機構

### フェルスター機構
エネルギーがドナーとアクセプター間で非輻射的に（フォトンの吸収や放出を伴わずに）移動する機構はいくつかある。フェルスター機構（FRETまたはFET）は、ドナーが励起状態である間にエネルギー移動が起こるもので、それゆえ動的な消光機構である。FRETはドナーとアクセプターの遷移双極子間の古典的な双極子-双極子相互作用に基づき、ドナー-アクセプター距離Rに大きく依存しており、1/R6に比例して減衰する。FRETは、ドナーとアクセプターのスペクトルの重なりと、ドナーとアクセプターの遷移双極子モーメントの相対配向にも依存している。FRETは距離が100 Å以下で起こる。

フェルスター機構
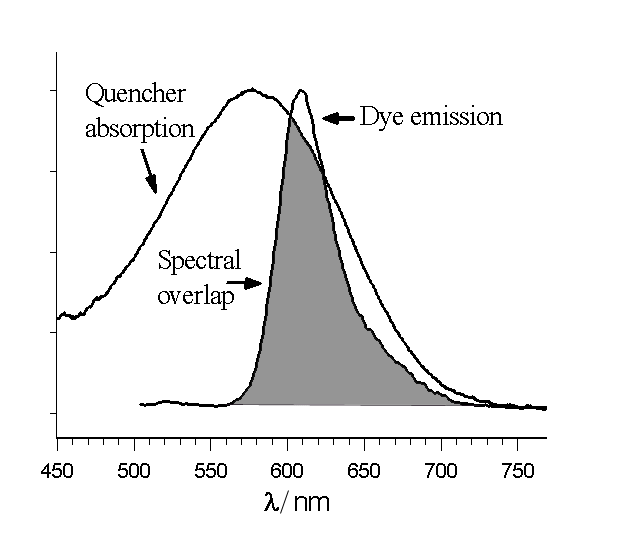
ドナー発光と消光剤吸収のスペクトルの重なり

### デクスター機構
デクスター機構（交換もしくは衝突エネルギー移動とも呼ばれる）はもう一つの動的な消光機構である。デクスター機構によるエネルギー移動は、e−Rとともに減衰する短距離現象で、ドナーと消光剤の分子軌道の空間的な重なりに依存する。多くのドナー（蛍光色素分子）-アクセプター（消光剤）の系では、フェルスター機構がデクスター機構以上に重要である。フェルスター機構とデクスター機構ともに、色素の吸収スペクトルと蛍光スペクトルの形は変わらない。

### エキシプレックス
エキシプレックス（励起状態錯体）形成は3つ目の動的な消光機構である。

### 静的消光

静的消光と動的消光の比較

残りのエネルギー移動機構は静的消光である。静的消光はレポーター-消光剤プローブにおいて支配的な機構である。動的な消光とは異なり、静的消光はドナー分子とアクセプター分子が基底状態である場合に起こる。ドナー分子とアクセプター分子は互いに結合し、非蛍光性でユニークな吸収スペクトルを持つような分子内ダイマーである基底状態錯体を形成する。色素の凝集は疎水的な効果による。つまり色素分子が互いに積み重なり、水との接触を最小限にする。高温と界面活性剤の添加は基底状態錯体の形成を阻害する傾向がある。